# 潆溪乡
潆溪乡，是中华人民共和国四川省宜宾市高县曾经下辖的一个乡。2019年8月，撤销双河乡、潆溪乡和大窝镇，将原双河乡、原潆溪乡和原大窝镇石坝村、龙咀村、百花村、大滩村、陈垇村、新南村、土地村、燕子村、大屋村、天台社区1组和2组以及月江镇安全村所属行政区域划归来复镇管辖。

## 行政区划
潆溪乡撤销前下辖以下地区：
水洞坎社区、金村、大山村、新房村、二河村、青㭎村、石梯村、高石村、新华村和滚沱村。